# Premio Rey Juan Carlos (deporte)
El Premio Rey Juan Carlos (hasta 2015, Premio Infanta de España Doña Cristina) es el Premio Nacional del Deporte que se concede al deportista español  masculino o femenino que por los resultados obtenidos durante el año haya supuesto la revelación más significativa del panorama deportivo. Es otorgado anualmente desde 2003 por el Consejo Superior de Deportes (CSD) en una ceremonia realizada en el Palacio Real de Madrid por la Casa Real. El propio rey Juan Carlos es el encargado de entregar el trofeo al deportista galardonado.

## Premiados
Los deportistas galardonados con el Premio Rey Juan Carlos son los siguientes:
| Año  | Deportista                                   | Deporte               |
| ---- | -------------------------------------------- | --------------------- |
| 2003 | Fernando Alonso                              | Automovilismo         |
| 2004 | Rafa Martínez                                | Gimnasia              |
| 2005 | Blanca Manchón                               | Vela                  |
| 2006 | Álvaro Bautista                              | Motociclismo          |
| 2007 | Alberto Contador                             | Ciclismo              |
| 2008 | Ricky Rubio                                  | Baloncesto            |
| 2009 | Tara Pacheco Berta Betanzos                  | Vela                  |
| 2010 | Eusebio Cáceres                              | Atletismo             |
| 2011 | Maverick Viñales                             | Motociclismo          |
| 2012 | Támara Echegoyen Sofía Toro Ángela Pumariega | Vela                  |
| 2013 | Ona Carbonell                                | Natación sincronizada |
| 2014 | Carlos Sainz Jr.                             | Automovilismo         |
| 2015 | Garbiñe Muguruza                             | Tenis                 |
| 2016 | Marcus Cooper                                | Piragüismo            |
| 2017 | Jon Rahm                                     | Golf                  |
| 2018 | Ana Carrasco                                 | Motociclismo          |
| 2019 | Adiaratou Iglesias                           | Atletismo             |
| 2020 | Premio extraordinario                        | N/A                   |
| 2021 | Alberto Ginés                                | Escalada              |

1. ↑  Debido a la falta de competiciones en 2020, se otorgó un premio extraordinario a los y las deportistas que lucharon contra la pandemia de COVID-19